# Rieger Orgelbau
Rieger Orgelbau est une entreprise de facture d'orgue autrichienne fondée par Franz Rieger (de) en 1845 à Jägerndorf, devenu aujourd'hui Krnov en République tchèque. Elle a aujourd'hui son siège à Schwarzach (Autriche), tandis qu'une entreprise distincte nommée Rieger-Kloss a poursuivi ses activités à Krnov jusqu'en 2015.

## Histoire

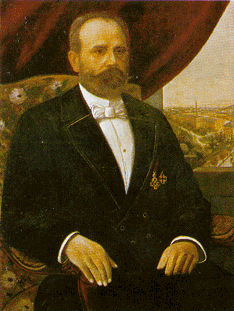
Franz Rieger

Franz Rieger construit en 1845 son premier orgue, avec 20 registres, deux claviers et un pédalier, pour l'église de Jägerndorf. Il revenait après un apprentissage auprès de Franz Seybert à Vienne en 1844. Ses fils Otto Anton et Gustav Rieger fondent en 1873 l'entreprise "Franz Rieger & Söhne". Les numéros de série des orgues Rieger commencent alors et l'entreprise se développe. Les frères obtiennent leur premier contrat en 1874 pour la Haupt- et Residenzstadt de Vienne puis avec la Hongrie (1875) et la Norvège (1876). En 1878, ils présentent deux orgues de salon à l'exposition universelle de 1878 à Paris. Ils reçoivent de Gibraltar, Istanbul, Jérusalem et Rome.

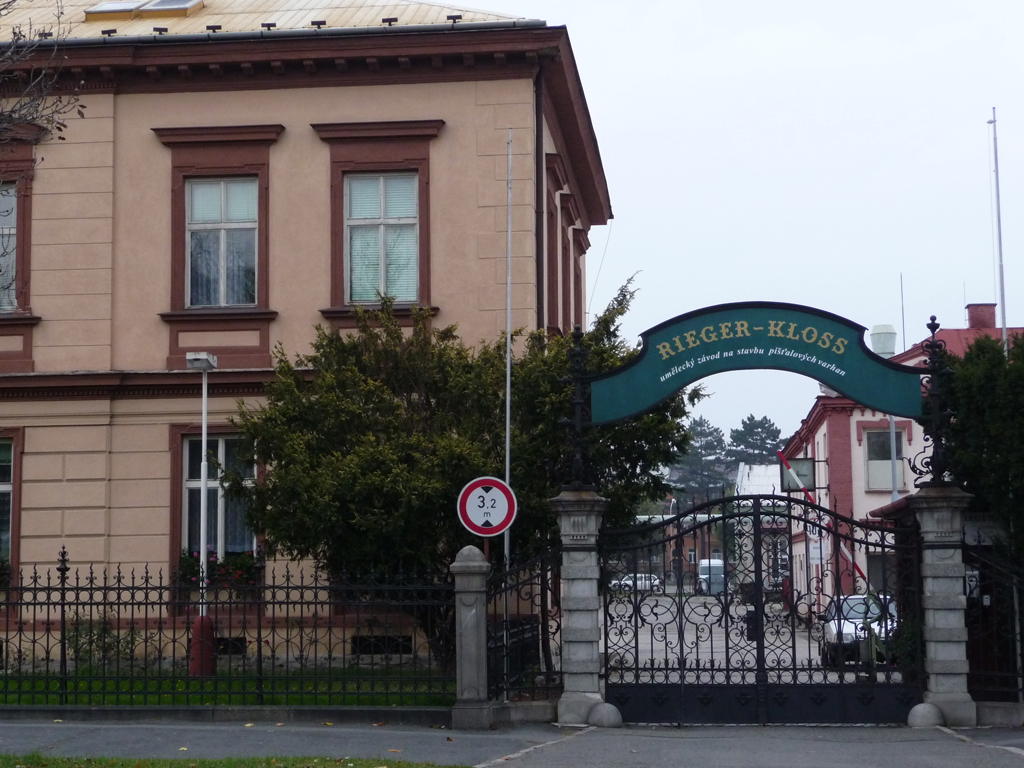
Atelier de Jägerndorf

Otto et Gustav Rieger deviennent en 1896 fournisseur de la Cour impériale et royale, ils sont faits chevaliers de l'ordre de François-Joseph. À la fin du XIXe siècle, l'entreprise comprend 200 employés. Elle propose comme alternative à l'harmonium une série de vingt-cinq petites orgues entre deux et 12 registres et deux claviers. En plus de son siège social à Jägerndorf, il existe une succursale à Budapest.
Après la Première Guerre mondiale, l'entreprise se remet difficilement. Otto Rieger meurt soudainement à 40 ans, Josef von Glatter-Götz reprend l'entreprise sept semaines après et en devient le propriétaire en 1924. En 1925, l'activité reprend avec un effectif de 100 employés.
En 1938, la facture fait 66 % de ses activités dans la grande Allemagne. Elle fournit aussi des orgues en grand nombre vers les pays baltes, la Scandinavie, l'Amérique du Sud, Afrique du Sud, la Chine et Israël. Dans les années 1930, Egon et Josef von Glatter-Götz créent leur propre entreprise. Alors que Josef von Glatter-Götz s'intéresse à la technique, son frère porte son attention sur la conception technique et artistique de l'ensemble de l'instrument. Egon von Glatter-Götz meurt en septembre 1940 lors de la campagne polonaise.
De 1943 à 1945, l'entreprise est arrêtée, elle est contrainte de fabriquer des munitions. Peu de temps après la Seconde Guerre mondiale, la facture Anton Behmann (de), dans le Vorarlberg, propose une collaboration à Rieger. Par la suite, Rieger déménage à Schwarzach, où elle loue ses ateliers. Pour se relancer, elle pense à construire des métiers à tisser et des fenêtres, voire à un sauna.

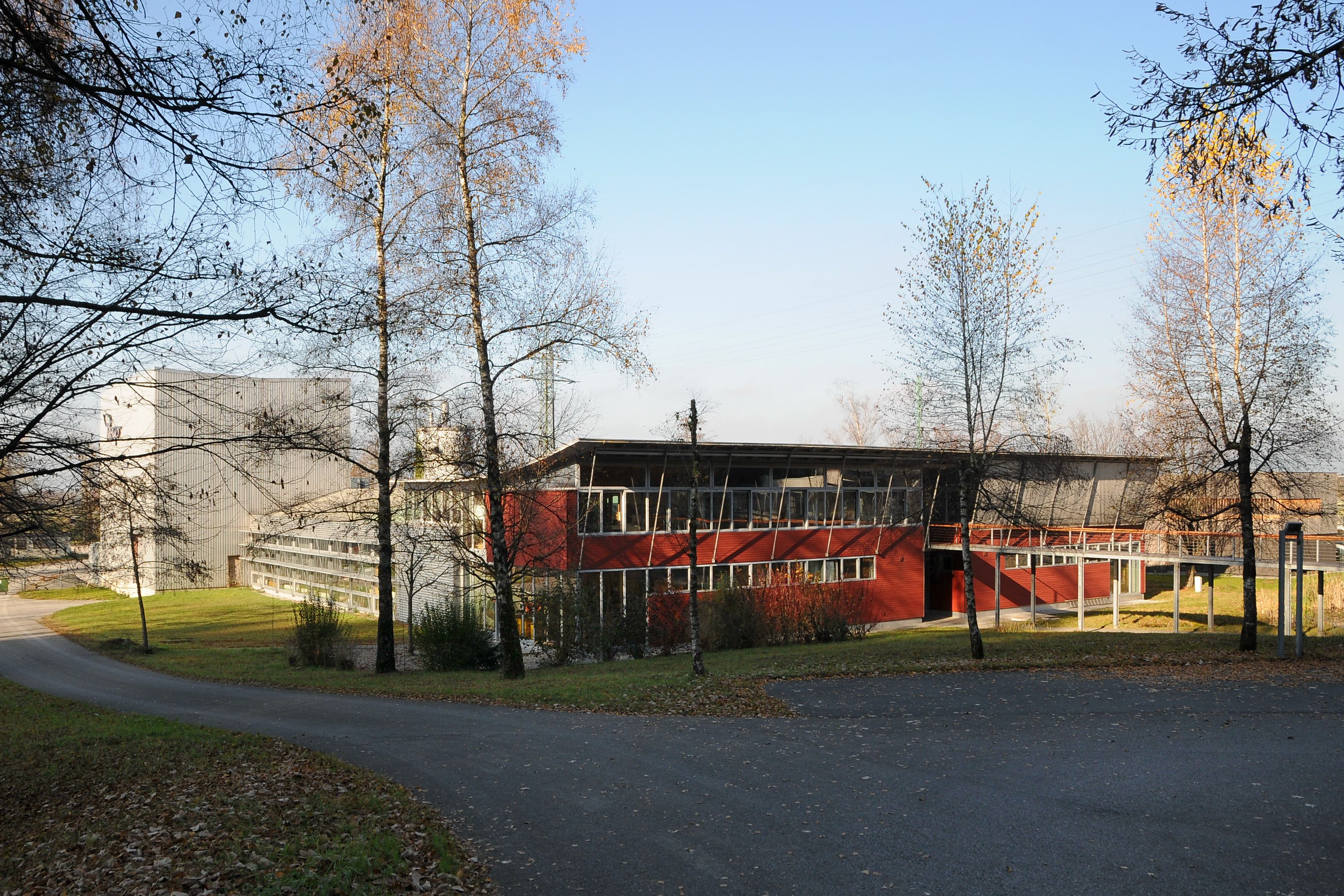
Atelier de Schwarzach

En 1950, à une exposition mondiale organisée à Chigago, un positif avec six registres est présenté. Avec le développement d'une série de petites orgues, l'activité reprend. En 1969, le fils aîné Caspar Glatter-Götz reprend la gestion de l'entreprise. Un nouvel atelier est bâti en 1972 et des améliorations qualitatives significatives en particulier sur la traction mécanique contribuent grandement au succès de l'entreprise. Le plus jeune fils Christoph Glatter-Götz entre dans l'entreprise en 1977 et reprend les activités de ventes à son père Josef, tandis qu'un autre fils Raimund Glatter-Götz se consacre à la conception des orgues. En 1980, Josef prend sa retraite et leur laisse l'entreprise. En 1993, Caspar Glatter-Götz crée sa propre entreprise sous son nom à Owingen, Wendelin Eberle est le dirigeant. Après la sortie de Christoph Glatter-Götz pour des raisons de santé, Wendelin Eberle dirige Rieger dès 2003 et rachète cette facture. Elle développe aujourd'hui un projet d'orgue adapté aux personnes handicapées.
À ses débuts, Rieger construit des orgues typiques du romantisme allemand, cependant elle apporte des modifications qui font son style. À la fin du XIXe siècle, elle propose une registration de 8', une expression plus généreuse avec davantage d'anche. Après la Seconde Guerre mondiale et durant les difficultés financières de l'après-guerre, elle revient en collaboration avec d'autres factures allemandes vers des orgues néo-baroques. Dans les années 1970, l'orgue français est à la mode, la registration de 8' est repensée avec des bombardes à la pédale au lieu des trompettes habituelles. Aujourd'hui, l'utilisation d'une telle registration est plutôt rare, de même que la bombarde. L'orgue Rieger présenté en octobre 2011 dans l'église Saint-Michel de Munich (réaménagement d'un orgue Sandtner de 1983) comprend 4 claviers et 75 registres et relance un intérêt pour l'orgue romantique allemand.

## Orgues (sélection)
| Année | Ville                   | Église | Image                                           | Claviers | Registres | Commentaire                                                 |
| ----- | ----------------------- | --- | ----------------------------------------------- | -------- | --------- | ----------------------------------------------------------- |
| 1905  | Vienne                  | Carmel de Döbling (de)                                                                                         |                                                 | II/P     | 30        |                                                             |
| 1909  | Budapest                | Église Matthias                                                                                                |                                                 | V/P      | 86        |                                                             |
| 1913  | Vienne                  | Konzerthaus |                                                 | V/P      | 116       |                                                             |
| 1913  | Vienne                  | Neusimmeringer Pfarrkirche (de)                                                                                |                                                 | III/P    | 50        |                                                             |
| 1914  | Salzbourg               | Mozarteum |                                                 | IV/P     | 79        |                                                             |
| 1916  | Berndorf                | Église Sainte-Marguerite                                                                                       |                                                 | II/P     | 25        |                                                             |
| 1917  | Cenade                  | Église évangélique                                                                                             |                                                 |          |           |                                                             |
| 1939  | Vienne                  | Église Saint-François-d'Assise                                                                                 |                                                 | III/P    | 56        |                                                             |
| 1940  | Breslau                 | Reichssender Breslau                                                                                           |                                                 | III/P    | 48        |                                                             |
| 1952  | New York                | Metropolitan Museum                                                                                            |                                                 | II/P     | 21        |                                                             |
| 1953  | Dresde                  | Église Saint-Joseph (de)                                                                                       |                                                 | II/P     | 21        | Orgue acheté en 1995 par l'église protestante de Traunstein |
| 1957  | Stuttgart               | Église Sainte-Élisabeth (de)                                                                                   |                                                 | IV/P     | 56        |                                                             |
| 1960  | Ulm                     | Cathédrale, orgue de chœur.                                                                                    |                                                 | II/P     | 22        |                                                             |
| 1961  | Port-au-Prince          | Église épiscopale                                                                                              |                                                 | III/P    | 44        |                                                             |
| 1962  | Ansbach                 | Église Saint-Jean                                                                                              |                                                 | III/P    | 48        |                                                             |
| 1964  | Philadelphie            | Église unitarienne (Germantown)                                                                                |                                                 | III/P    | 44        |                                                             |
| 1966  | Düsseldorf              | Neanderkirche (de)                                                                                             |                                                 | III/P    | 47        |                                                             |
| 1966  | Fribourg-en-Brisgau     | Cathédrale Notre-Dame, grand orgue.                                                                            |                                                 | IV/P     | 61        |                                                             |
| 1966  | Fribourg-en-Brisgau     | Cathédrale Notre-Dame, orgue de chœur.                                                                         |                                                 | II/P     | 25        |                                                             |
| 1966  | Feldkirch               | Dominikanerinnenkirche Maria Verkündigung                                                                      |                                                 | II/P     | 11        |                                                             |
| 1966  | Munich                  | Christuskirche                                                                                                 |                                                 | III/P    | 48        |                                                             |
| 1967  | Bad Buchau              | Abbaye de Buchau (de)                                                                                          |                                                 | III/P    | 39        |                                                             |
| 1972  | Ratzebourg              | Cathédrale |                                                 | II/P     | 6         |                                                             |
| 1973  | Bristol                 | Cathédrale Saints-Pierre-et-Paul de Clifton                                                                    |                                                 | III/P    | 28        |                                                             |
| 1973  | Richmond                | St James Episcopal Church                                                                                      |                                                 | III/P    | 49        |                                                             |
| 1974  | New York                | St Hilda & Hugh's School                                                                                       |                                                 | III/P    | 33        |                                                             |
| 1975  | Washington              | Chevy Chase Presbyterian Church                                                                                |                                                 | III/P    | 37        |                                                             |
| 1976  | Bamberg                 | Cathédrale Saint-Pierre et Saint-Georges, grand orgue                                                          |                                                 | IV/P     | 78        |                                                             |
| 1976  | Bamberg                 | Cathédrale Saint-Pierre et Saint-Georges                                                                       |                                                 | II/P     | 21        |                                                             |
| 1976  | Bühl                    | Église Saint-Pierre et Saint-Paul (de)                                                                         |                                                 |          |           |                                                             |
| 1977  | Ratzebourg              | Cathédrale |                                                 | IV/P     | 60        |                                                             |
| 1977  | Adélaïde                | Festival Centre                                                                                                |                                                 | III/P    | 50        |                                                             |
| 1977  | Vienne                  | Baumgartner Pfarrkirche (de)                                                                                   |                                                 | II/P     | 28        |                                                             |
| 1979  | Stuttgart               | Herz Jesu Stuttgart-Gaisburg                                                                                   |                                                 | III/P    | 35        |                                                             |
| 1979  | Oxford                  | Oxford Christ Church Cathedral                                                                                 |                                                 | IV/P     | 43        |                                                             |
| 1979  | Akron                   | First United Methodist Church                                                                                  |                                                 | III/P    | 37        |                                                             |
| 1980  | Ismaning                | Église Saint-Jean-Baptiste (de)                                                                                |                                                 | II/27    | 27        |                                                             |
| 1980  | Vienne                  | Franziskanerkirche                                                                                             |                                                 | II/P     | 31        |                                                             |
| 1980  | Fribourg-en-Brisgau     | Evangelische Christuskirche                                                                                    |                                                 | III/P    | 39        |                                                             |
| 1981  | Schoppernau             | Église (de) |                                                 | II/P     | 26        |                                                             |
| 1982  | Jérusalem               | Église du Saint-Sépulcre                                                                                       |                                                 | II/P     | 39        |                                                             |
| 1983  | Vienne                  | Église de la Rédemption                                                                                        |                                                 | II/P     | 29        | Orgue construit à partir de celui de 1891.                  |
| 1983  | Rheinbach               | Église Saint-Martin (de)                                                                                       |                                                 |          | 43        |                                                             |
| 1984  | Vienne                  | Schlosskapelle Schönbrunn                                                                                      |                                                 | II/P     | 13        |                                                             |
| 1986  | Burghausen              | Église Saint-Jacques (de)                                                                                      |                                                 | III/P    | 50        |                                                             |
| 1986  | Tokyo                   | Suntory Hall                                                                                                   |                                                 | IV/P     | 75        |                                                             |
| 1986  | Gelsenkirchen           | Église Saint-Hippolyte (de)                                                                                    |                                                 | III/P    | 45        |                                                             |
| 1986  | Hong Kong               | Academy for Performing Arts                                                                                    |                                                 | IV/P     | 41        |                                                             |
| 1987  | New York                | Trinity Church                                                                                                 |                                                 | III/P    | 32        |                                                             |
| 1987  | Londres                 | St Marylebone Parish Church                                                                                    |                                                 | IV/P     | 52        |                                                             |
| 1988  | Reutlingen              | Église Sainte-Marie                                                                                            |                                                 | III/P    | 53        |                                                             |
| 1989  | Hong Kong               | Hong Kong Cultural Centre                                                                                      |                                                 | IV/P     | 93        |                                                             |
| 1989  | Cologne                 | St. Agnes |                                                 | III/P    | 50        |                                                             |
| 1989  | Vienne                  | Neuottakringer Kirche (de)                                                                                     |                                                 | II/P     | 35        |                                                             |
| 1989  | Vienne                  | Académie de musique et d'arts du spectacle Orgue de travail, Institutsgebäude Lothringerstraße 18, Raum KG 23A |                                                 | II/P     | 9         |                                                             |
| 1990  | Francfort-sur-le-Main   | Église Sainte-Catherine                                                                                        |                                                 | III/P    | 54        |                                                             |
| 1990  | Tübingen                | Église Saint-Jean-l'Évangéliste (de)                                                                           |                                                 | III/P    | 39        |                                                             |
| 1990  | Munich                  | Église du Rédempteur                                                                                           |                                                 | III/P    | 43        |                                                             |
| 1991  | Vienne                  | Cathédrale Saint-Étienne                                                                                       |                                                 | IV/P     | 55        |                                                             |
| 1991  | Erding                  | Église Saint-Jean (de)                                                                                         |                                                 | III/P    | 49        |                                                             |
| 1992  | Séoul                   | Mission Centre                                                                                                 |                                                 | IV/P     | 74        |                                                             |
| 1992  | Édimbourg               | Cathédrale Saint-Gilles                                                                                        |                                                 | III/P    | 56        |                                                             |
| 1992  | Clèves                  | Collégiale (de)                                                                                                |                                                 | III/P    | 44        |                                                             |
| 1992  | Ravensbourg             | St. Jodok |                                                 | III/P    | 38        |                                                             |
| 1993  | Heidenreichstein        | Église (de) |                                                 | II/P     | 16        |                                                             |
| 1994  | Bogen                   | Église Sainte-Marie (de)                                                                                       |                                                 | II/P     | 31        | Reconstruction d'après l'orgue baroque de 1730.             |
| 1995  | Heidenheim an der Brenz | Église Saint-Paul (de)                                                                                         |                                                 | III/P    | 40        | D'après l'orgue de 1898.                                    |
| 1995  | Ottobrunn               | Michaelskirche                                                                                                 |                                                 | II/P     | 31        |                                                             |
| 1995  | Deux-Ponts              | Église Sainte-Croix (de)                                                                                       |                                                 | III/P    | 44        | Remplacement d'un orgue construit par Gebr. Späth Orgelbau  |
| 1996  | Fulda                   | Cathédrale Saint-Sauveur                                                                                       |                                                 | IV/P     | 72        |                                                             |
| 1996  | Munich                  | St. Bernhard                                                                                                   |                                                 | II/P     | 32        |                                                             |
| 1996  | Stuttgart               | École supérieure de musique de Stuttgart                                                                       |                                                 | IV/P     | 81        |                                                             |
| 1997  | Dinkelsbühl             | Münster St. Georg                                                                                              |                                                 | III/P    | 58        |                                                             |
| 1997  | Bergen                  | Cathédrale |                                                 | III/P    | 61        |                                                             |
| 1998  | Francfort-sur-le-Main   | Église Saint-Luc (de)                                                                                          |                                                 | II/P     | 24        |                                                             |
| 1999  | Bad Staffelstein        | Basilique de Vierzehnheiligen                                                                                  |                                                 | IV/P     | 70        |                                                             |
| 1999  | Melbourne               | The Scot's Church                                                                                              |                                                 | IV/P     | 68        |                                                             |
| 2000  | Kulmbach                | Petrikirche |                                                 | III/P    | 50        |                                                             |
| 2001  | Lillehammer             | Lillehammer Kirke                                                                                              |                                                 | III/P    | 41        |                                                             |
| 2002  | Paris                   | Conservatoire de Paris                                                                                         |                                                 | III/P    | 53        |                                                             |
| 2002  | Séoul                   | Youngsan Arts Hall                                                                                             |                                                 | III/P    | 32        |                                                             |
| 2003  | Bethléem                | Basilique de la Nativité, église Sainte-Catherine, grand orgue                                                 |                                                 | III/P    | 37        |                                                             |
| 2003  | Bethléem                | Basilique de la Nativité, église Sainte-Catherine, orgue de chœur                                              |                                                 | I/P      | 15        |                                                             |
| 2003  | Dornbirn                | Evangelische Heilandskirche                                                                                    |                                                 | II/P     | 10        |                                                             |
| 2004  | Memmingen               | Église de l'Assomption                                                                                         | Orgel der Kirche Mariä Himmelfahrt in Memmingen | III/P    | 45        |                                                             |
| 2005  | Shanghai                | Oriental Art Centre                                                                                            |                                                 | V/P      | 88        |                                                             |
| 2006  | Hangzhou                | Hangzhou Grand Theatre Music Hall                                                                              |                                                 | III/P    | 47        |                                                             |
| 2007  | Shenzhen                | Shenzhen Culture Centre                                                                                        |                                                 | V/P      | 87        |                                                             |
| 2008  | Kaarst                  | Martinuskirche                                                                                                 |                                                 | III/P    | 36        |                                                             |
| 2009  | Aalen                   | Église (de) |                                                 | III/P    | 37        |                                                             |
| 2009  | Ratisbonne              | Cathédrale Saint-Pierre                                                                                        |                                                 | IV/P     | 80        | Plus grand orgue en nid d'hirondelle au monde               |
| 2009  | Vienne                  | Cathédrale Saint-Étienne, Orgue de Haydn                                                                       |                                                 | II/P     | 12        |                                                             |
| 2010  | Séoul                   | Sungrak Church                                                                                                 |                                                 | IV/P     | 80        |                                                             |
| 2010  | Salzbourg               | Église St. Antoine, Itzling                                                                                    |                                                 | II/P     | 30        |                                                             |
| 2011  | Vienne                  | Musikverein |                                                 | IV/P     | 86        |                                                             |
| 2012  | Nazareth                | Basilique de l’Annonciation                                                                                    |                                                 | III/P    | 49        |                                                             |
| 2012  | Bratislava              | Philharmonie slovaque                                                                                          |                                                 | III/P    | 66        |                                                             |
| 2013  | Séoul                   | Shingil Church                                                                                                 |                                                 | III/P    | 53        |                                                             |
| 2013  | Ōtawara                 | Nasunogahara Harmony Hall                                                                                      |                                                 | III/P    | 41        |                                                             |
| 2015  | Paris                   | Philharmonie de Paris                                                                                          |                                                 | IV/P     | 91        | [ 4 ]                                                       |
| 2016  | Séoul                   | Lotte Concert Hall                                                                                             |                                                 | IV/P     | 68        |                                                             |
| 2017  | Nankin                  | Jiangsu grand theatre                                                                                          |                                                 | IV/P     | 92        |                                                             |
| 2020  | Vienne                  | Cathédrale Saint-Étienne, orgue Kauffmann de 1960                                                              |                                                 | V/P      | 134       | 8588 tuyaux sur 161 rangs                                   |
| 2021  | Cracovie                | Basilique Sainte-Marie                                                                                         |                                                 | IV/P     | 62        |                                                             |
| 2021  | Göteborg                | Concert Hall                                                                                                   |                                                 | IV/P     | 112       |                                                             |

## Source, notes et références
- (de) Cet article est partiellement ou en totalité issu de l’article de Wikipédia en allemand intitulé « Rieger Orgelbau » (voir la liste des auteurs).

1. ↑  « Rieger-Kloss: Krnov - Touristeninformationszentrum », sur www.infokrnov.cz (consulté le 23 février 2025)
2. ↑  Günter Lade: Orgeln in Wien. Wien 1990,  (ISBN 3-9500017-0-0), S. 282.
3. ↑  Rieger Orgelbau
4. ↑  (en) « Philharmonie de Paris /  Rieger Orgelbau », sur rieger-orgelbau.com (consulté le 15 mai 2021).
5. ↑  https://www.musiqueorguequebec.ca/orgues/autriche/viennese.html